# Gütersloh
Gütersloh är en stad i det tyska förbundslandet Nordrhein-Westfalen. Den ingår i Bielefelds storstadsområde och är belägen strax sydväst om denna stad. Gütersloh har cirka 102 000 invånare.

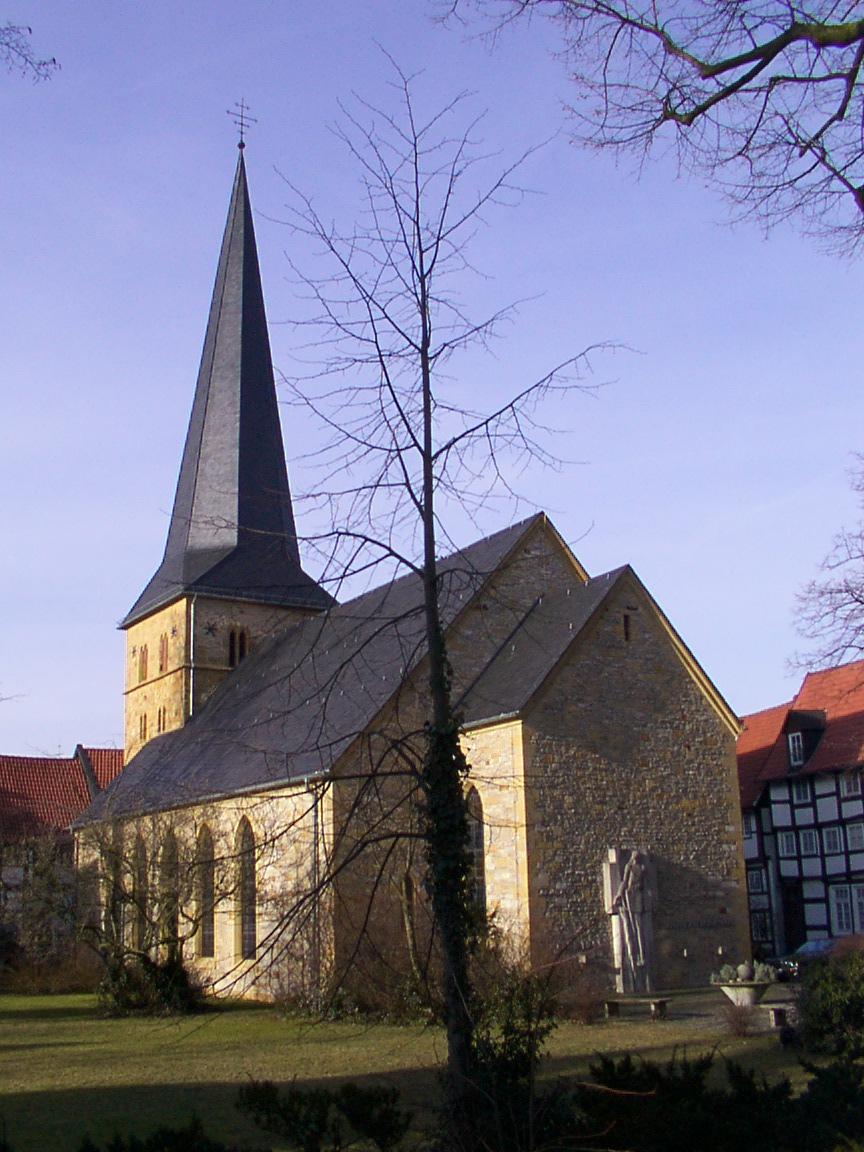
Apostelkyrkan i Gütersloh

## Vänorter
Gütersloh har följande vänorter:
- Broxtowe, Storbritannien, sedan 1978
- Châteauroux, Frankrike, sedan 1977
- Falu kommun, Sverige
- Grudziądz, Polen, sedan 1989
- Rzjev, Ryssland